# سوپر جام فوتبال ارمنستان
سوپر جام فوتبال ارمنستان (به ارمنی: Հակոբ Տոնոյանի անվան Սուպերգավաթ) مسابقه‌ای است که سالانه مابین قهرمان لیگ برتر فوتبال ارمنستان و قهرمان جام استقلال ارمنستان برگزار می‌شود.
پیونیک با ۹ قهرمانی پرافتخارترین تیم این سری مسابقات به حساب می‌آید.

## برندگان
| تاریخ             | قهرمان                                                                    | گل زده                            | نایب قهرمان                                                     | ورزشگاه                        | تعداد تماشاچیان |
| ----------------- | ------------------------------------------------------------------------- | --------------------------------- | --------------------------------------------------------------- | ------------------------------ | --------------- |
| 9 June 1996       | باشگاه فوتبال شیراک                                                       | 3–1                               | پیونیک                                                          | ورزشگاه هرازدان                |                 |
| 15 June 1997      | پیونیک                                                                    | 2–0                               | آرارات ایروان                                                   | ورزشگاه هرازدان                |                 |
| 15 November 1998  | آراکس آرارات                                                              | 1–1 (ضربات پنالتی (۴–۳))          | باشگاه فوتبال شیراک                                             | ورزشگاه هرازدان                |                 |
| 18 December 1999  | باشگاه فوتبال شیراک                                                       | 2–1                               | آراکس آرارات                                                    | ورزشگاه هرازدان                |                 |
| 2000-01           | بازی برگزار نشد                                                           | بازی برگزار نشد                   | بازی برگزار نشد                                                 | بازی برگزار نشد                | بازی برگزار نشد |
| 9 May 2002        | پیونیک قهرمان لیگ برتر فوتبال ارمنستان ۲۰۰۱                               | 2–1                               | میکا قهرمان 2001 Armenian Cup                                   | ورزشگاه جمهوریت وازگن سارگسیان |                 |
| 9 May 2003        | باشگاه فوتبال شیراک نایب قهرمان لیگ برتر فوتبال ارمنستان ۲۰۰۲             | 2–1                               | پیونیک قهرمان لیگ برتر فوتبال ارمنستان ۲۰۰۲ و 2002 Armenian Cup | ورزشگاه جمهوریت وازگن سارگسیان |                 |
| 2004              | پیونیک قهرمان لیگ برتر فوتبال ارمنستان ۲۰۰۳                               | 1–0 وقت اضافه                     | میکا قهرمان 2003 Armenian Cup                                   | ورزشگاه جمهوریت وازگن سارگسیان |                 |
| 2005              | پیونیک قهرمان لیگ برتر فوتبال ارمنستان ۲۰۰۴ و 2004 Armenian Cup           | 1–0                               | باشگاه فوتبال اورارتو نایب قهرمان 2004 Armenian Cup             | ورزشگاه جمهوریت وازگن سارگسیان |                 |
| 2006              | میکا قهرمان 2005 Armenian Cup                                             | 3–2                               | پیونیک قهرمان لیگ برتر فوتبال ارمنستان ۲۰۰۵                     | ورزشگاه جمهوریت وازگن سارگسیان |                 |
| 2007              | پیونیک قهرمان لیگ برتر فوتبال ارمنستان ۲۰۰۶                               | 2–1 وقت اضافه                     | میکا قهرمان 2006 Armenian Cup                                   | ورزشگاه جمهوریت وازگن سارگسیان |                 |
| 2008              | پیونیک قهرمان لیگ برتر فوتبال ارمنستان ۲۰۰۷                               | 1–0                               | باشگاه فوتبال اورارتو قهرمان 2007 Armenian Cup                  | ورزشگاه هرازدان                |                 |
| 24 September 2009 | آرارات ایروان قهرمان 2008 Armenian Cup                                    | 2–1                               | پیونیک قهرمان لیگ برتر فوتبال ارمنستان ۲۰۰۸                     | ورزشگاه جمهوریت وازگن سارگسیان | 2,000           |
| 24 September 2010 | پیونیک قهرمان لیگ برتر فوتبال ارمنستان ۲۰۰۹ و جام استقلال ارمنستان (۲۰۰۹) | 2–0                               | باشگاه فوتبال اورارتو نایب قهرمان جام استقلال ارمنستان (۲۰۰۹)   | ورزشگاه جمهوریت وازگن سارگسیان | 2,100           |
| 24 September 2011 | پیونیک قهرمان لیگ برتر فوتبال ارمنستان ۲۰۱۰ و 2010 Armenian Cup           | 3–0                               | باشگاه فوتبال اورارتو نایب قهرمان 2010 Armenian Cup             | ورزشگاه جمهوریت وازگن سارگسیان | 500             |
| 24 September 2012 | میکا قهرمان 2011 Armenian Cup                                             | 0–0 (ضربات پنالتی (فوتبال) (۵–۳)) | اولیس قهرمان لیگ برتر فوتبال ارمنستان ۲۰۱۱                      | ورزشگاه جمهوریت وازگن سارگسیان | 560             |
| 24 September 2013 | باشگاه فوتبال شیراک قهرمان لیگ برتر فوتبال ارمنستان ۱۳–۲۰۱۲               | 2–0                               | پیونیک قهرمان 2012–13 Armenian Cup                              | ورزشگاه جمهوریت وازگن سارگسیان | 1,000           |
| 24 September 2014 | باشگاه فوتبال اورارتو قهرمان لیگ برتر فوتبال ارمنستان ۱۴–۲۰۱۳             | 3–0                               | پیونیک قهرمان 2013–14 Armenian Cup                              | ورزشگاه آکادمی فوتبال ایروان   |                 |
| 24 September 2015 | پیونیک قهرمان لیگ برتر فوتبال ارمنستان ۱۵–۲۰۱۴ و 2014–15 Armenian Cup     | 3–0                               | میکا نایب قهرمان 2014–15 Armenian Cup                           | ورزشگاه جمهوریت وازگن سارگسیان | 1,000           |
| 24 September 2016 | آلاشکرت قهرمان 2015–16 Armenian Cup                                       | 1–1 (ضربات پنالتی (فوتبال) (۳–۲)) | باشگاه فوتبال اورارتو قهرمان لیگ برتر فوتبال ارمنستان ۱۶–۲۰۱۵   | ورزشگاه جمهوریت وازگن سارگسیان | 700             |
| 24 September 2017 | باشگاه فوتبال شیراک قهرمان 2016–17 Armenian Cup                           | 2–0                               | آلاشکرت قهرمان لیگ برتر فوتبال ارمنستان ۱۷–۲۰۱۶                 | ورزشگاه جمهوریت وازگن سارگسیان | 2,000           |
| 29 July 2018      | آلاشکرت قهرمان لیگ برتر فوتبال ارمنستان ۱۸–۲۰۱۷                           | 2–0                               | گاندزاسار کاپان قهرمان 2017–18 Armenian Cup                     | ورزشگاه جمهوریت وازگن سارگسیان | 700             |
| 24 September 2019 | Ararat-Armenia قهرمان لیگ برتر فوتبال ارمنستان ۱۹–۲۰۱۸                    | 3–2 وقت اضافه                     | آلاشکرت قهرمان 2018–19 Armenian Cup                             | ورزشگاه جمهوریت وازگن سارگسیان | 1,000           |
| 9 August 2020     | نوآ قهرمان 2019–20 Armenian Cup                                           | 2–1 وقت اضافه                     | Ararat-Armenia قهرمان لیگ برتر فوتبال ارمنستان ۲۰–۲۰۱۹          | ورزشگاه آکادمی فوتبال ایروان   | 0               |

## باشگاه‌ها بر پایه قهرمانی
| Club                  | Wins | First Supercup won | Last Supercup won | Runners-up | Last Supercup lost | Total Supercup appearances |
| --------------------- | ---- | ------------------ | ----------------- | ---------- | ------------------ | -------------------------- |
| پیونیک                | ۹    | ۱۹۹۸               | ۲۰۱۵              | ۶          | ۲۰۱۴               | ۱۵                         |
| باشگاه فوتبال شیراک   | ۵    | ۲۰۰۰               | ۲۰۱۷              | ۱          | ۱۹۹۹               | ۷                          |
| میکا                  | ۲    | ۲۰۰۶               | ۲۰۱۲              | ۴          | ۲۰۱۵               | ۶                          |
| آلاشکرت               | ۲    | ۲۰۱۶               | ۲۰۱۸              | ۲          | ۲۰۱۹               | ۴                          |
| باشگاه فوتبال اورارتو | ۱    | ۲۰۱۴               | ۲۰۱۴              | ۵          | ۲۰۱۶               | ۶                          |
| آرارات ایروان         | ۱    | ۲۰۰۹               | ۲۰۰۹              | ۱          | ۱۹۹۸               | ۲                          |
| آراکس آرارات          | ۱    | ۱۹۹۹               | ۱۹۹۹              | ۱          | ۲۰۰۰               | ۲                          |
| Ararat-Armenia        | ۱    | ۲۰۱۹               | ۲۰۱۹              | ۱          | ۲۰۲۰               | ۲                          |
| نوآ                   | ۱    | ۲۰۲۰               | ۲۰۲۰              | ۰          |                    | ۱                          |
| اولیس                 | ۰    |                    |                   | ۱          | ۲۰۱۲               | ۱                          |
| گاندزاسار کاپان       | ۰    |                    |                   | ۱          | ۲۰۱۸               | ۱                          |

1. ↑  باشگاه فوتبال اورارتو's total includes one win and five defeats under the earlier name of Banants.
2. ↑  آراکس آرارات's total includes one win and one defeat under the earlier name of Tsement Ararat.